# National FFA Organization
 (janvier 2024).
Le contenu est difficilement compréhensible vu les erreurs de traduction, qui sont peut-être dues à l'utilisation d'un logiciel de traduction automatique.
La National FFA Organization (ou FFA) est une organisation de jeunesse américaine 501(c)(3), était initialement une organisation d'étudiants de carrière et technique, basée sur des classes de collège et de lycée, promouvant et soutenant l'enseignement agricole. Elle présente des dimensions religieuses, politiques et une organisation hiérarchique et un vocabulaire inspirés de modèles militaires (avec des officiers, sentinelles), et soutient une position iédologique et philosophique sur l'agriculture, qualifiée d'« agriarianisme » (en français on parlera plutôt d'Agrarisme. Selon Michael Martin et Tracy Kitchel dans le Journal of Agricultural Education en 2015, les valeurs défendues par la FFA sont des valeurs de leadership et de développement communautaire, mais encore « agricoles rurales, blanches et traditionnelles ». Cependant, depuis les années 2000, alors que la population est devenue surtout urbaine, une ouverture vers l'agriculture urbaine et les urbains.
L'organisation détient une charte du Congrès ,.

## Histoire
Fondée en 1925 au Virginia Polytechnic Institute, par des enseignants en agriculture Henry C. Groseclose, Walter Newman, Edmund Magill et Harry Sanders, elle est baptisée (en 1928) Future Farmers of America puis renommée en 1988, Organisation nationale FFA (souvent simplement appelée FFA) pour mobiliser les étudiants ayant des intérêts divers dans l'Industrie de l'alimentation, l'industrie de la cellulose et des fibres et plus généralemement les industries exploitant des ressources naturelles. Outre l'agriculture de production, la FFA englobe dans ses centres d'intérêt la science, les affaires et la technologie. La FFA se présente comme l'une des plus grandes organisations de jeunesse des États-Unis, avec 735 038 membres répartis dans 8 817 chapitres  dans  50 États, à Porto Rico et dans les îles Vierges ce qui en fait la plus grande des organisations étudiantes de carrière et techniques dans les écoles américaines.
Au XXIe siècle, « les dirigeants de la FFA ont réalisé que l'organisation FFA ne représente pas l'évolution démographique de l'Amérique ». L'organisation qui ciblait originellement un public étudiantin d'origine rural, mais depuis, la population est devenue très majoritairement urbaine ; la FFA s'est efforcé de mieux répondre aux publics urbains et de diversifier les étudiants des lycées d'enseignment agricole, avec un certain succès. L'agriculture urbaine et diversifiée sont de nouveaux thèmes approchés par cette institution rurale et axée sur l'agriculture productiviste.

## Aperçu
La FFA se présente comme une organisation visant à développer le potentiel de leadership, de croissance personnelle et de réussite professionnelle de ses membres, grâce à l'éducation agricole. Sa devise est d'apprendre à faire, de faire pour apprendre, de gagner pour vivre, de vivre pour servir.
La FFA a un modèle à trois cercles de l'enseignement agricole en tant qu'organisation de leadership étudiant qui complète l'enseignement en classe / laboratoire d'un étudiant et le programme d'expérience agricole supervisée. Ses membres sont invités à participer à des événeents de développement de carrière (CDE)  couvrant diverses compétences professionnelles, des communications à la mécanique. Les étudiants peuvent concourir à des compétitions  (individuellement ou en équipe selon les cas), de niveaux locaux à national.
Des professeurs d'enseignement agricole qui doivent coopérer avec les parents, les employeurs et d'autres adultes supervisent les étudiants pour les pousser à se développer et atteindre leurs objectifs éducatifs et professionnels.
Les couleurs officielles de la FFA sont le bleu national et l'or du maïs.

## Financements
La FFA a connu une croissance importante de ses membres adhérents (+ 31% de 1990 à 2010 et +28 % entre 2011 et 2019) alors que l'affiliation (adhésion autrefois obligatoire est depuis 2011 facultative basée sur les cotisations ou obligatoire par affiliation). « En 2017, plus des deux tiers (70,57%) des chapitres sont toujours des chapitres cotisants (...) mais plus de la moitié (51,54%) de tous les membres de la FFA sont membres par affiliation. Lorsque l'on examine les membres de chaque région, la majorité des membres des régions du Centre, de l'Est et du Sud sont des membres cotisants, tandis que la majorité des membres de la région de l'Ouest sont des membres affiliés ».

## Programmes d'expérience agricole supervisée
Chaque membre actif de l'organisation nationale FFA, doit avoir un projet d'expérience agricole supervisée (SAE). Il y met en pratique les concepts et  principes appris dans la classe d'enseignement agricole, en suivant des lignes directrices pour les projets SAE, édictées par la délégation FFA de l'État.
Les programmes SAE sont regroupés en quatre domaines :
- Fondamental - en apprendre davantage sur la «vue d'ensemble» de l'agriculture et des carrières connexes
- Recherche/Expérimentation et analyse – effectuer des recherches ou des analyses d'informations pour découvrir de nouvelles connaissances
- Propriété/entrepreneuriat – planification et exploitation d'une entreprise liée à l'agriculture
- Placement/stage – travailler contre rémunération ou expérience en milieu agricole

## Uniforme FFA

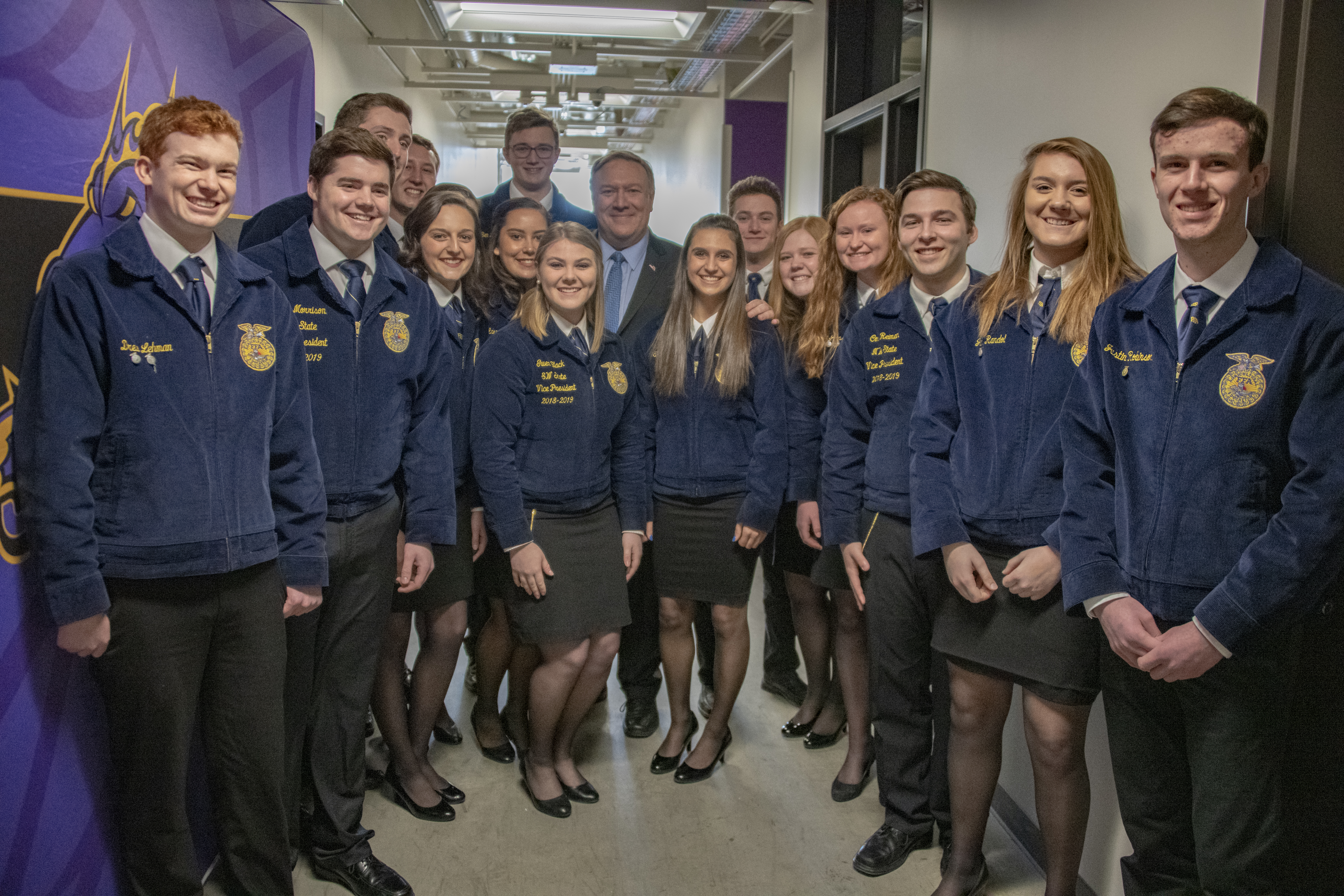
Le secrétaire d'État Mike Pompeo avec des étudiants de l'Iowa FFA en 2019

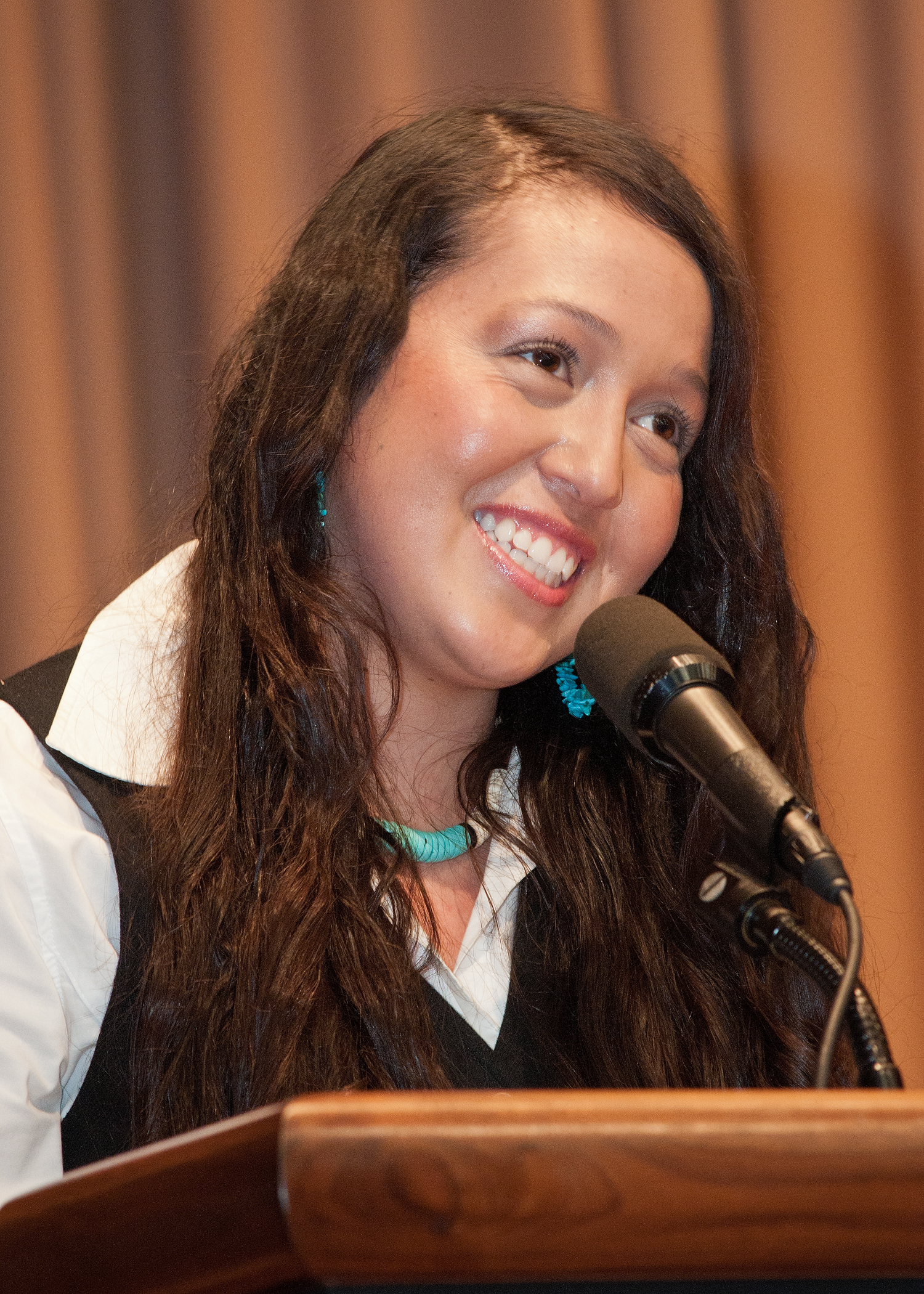
Odessa Oldham, du Casper College dans le Wyoming, explique son rôle dans la FFA au Département de l'agriculture des États-Unis, lors du Mois du patrimoine indien amérindien à Washington DC (novembre 2011).

### Veste FFA
La veste bleue en velours côtelé est un signe de reconnaissance portée par les membres de la FFA. Le dos affiche un grand emblème FFA sous le nom de l'État membre et le nom du chapitre, du district, de la région ou de la zone FFA locale, brodé sous l'emblème.
Sur l'avant de la veste FFA, un emblème FFA plus petit est apposé sur la poitrine gauche avec le nom du membre et parfois, le bureau et l'année sur la poitrine droite. Les membres peuvent arborer des épinglettes de récompense ou d'officier sous leur nom. Le port de cette veste est obligatoire lors des activités officielles de l'organisation.
La veste FFA (adoptée en 1933) a été créée pour être portée par le Fredericktown Band du Fredericktown FFA Chapter par le Dr Gus Lintner.
La couleur de la veste a varié (de nuances de bleu aux nuances de violet au fil des ans), et récemment un nouveau modèle a été créé en lien avec le centre de recherche sur l'habillement de l'université de Clemson. Depuis août 2005, la veste est fabriquée dans le sud du Vietnam et les lettrages, broderies et finitions sont faits à Van Wert, dans l'Ohio.
L'Organisation nationale de la FFA a récemment[Quand ?] mis à jour ses statuts, indiquant que les membres peuvent porter n'importe quel article dans lequel ils se sentent à l'aise, y compris ceux qui étaient auparavant réservés à un seul sexe. Les vêtements religieux, tels que les couvre-chefs, sont également autorisés.
La tenue officielle est le pantalon noir ou d'une jupe noire, une chemise boutonnée blanche avec col, une écharpe ou une cravate bleue officielle FFA, des chaussures noires avec talon et orteil fermés, des chaussettes noires ou bas en nylon et d'une veste officielle FFA zippée .

### Récompenses et épinglettes
Les membres de la FFA gagnent des épinglettes en métal (pins) ensuite placés sur le devant de la veste FFA mais chaque étudiant n'a le droit d'en porter que trois à la fois, correspondant au diplôme le plus élevé, la fonction la plus élevée et / ou la récompense la plus élevée (dans cet ordre de gauche à droite et positionnées sous le nom de membres sur la poitrine droite), avec deux exceptions pour des marques de diplômes FFA d'Etat State FFA Degree or American FFA Degree

## Traditions
La FFA a une devise (apprendre à faire, faire pour apprendre, gagner pour vivre, vivre pour servir) et des traditions et marques l'identifiant comme une organisation d'enseignement agricole , dont ses couleurs officielles : National Blue et Corn Gold (portées sur les vestes officielles de la FFA).
Mission de la FFA : développer le potentiel de leadership, de croissance personnelle et de réussite professionnelle des étudiants en Agriculture, grâce à l'enseignement agricole.
L'emblème FFA inclut :
- une coupe transversale d'épi de maïs supposé représenter l'unité (Où que vous viviez aux États-Unis, le maïs est cultivé) ;
- Un soleil levant, évoquant la notion de progrès. (demain apportera toujours un nouveau jour) ;
- Une charrue , évoquant le travail et le travail du sol (fondement historique de la force du pays) ;
- Un aigle, symbolise de liberté et de capacité à explorer le nouveau monde agricole ;
- Un hibou, symbole de connaissance. Longtemps reconnu pour sa sagesse et ses connaissances selon la FFA ;
- Éducation agricole et FFA : symbolise la combinaison de l'apprentissage et du leadership.

Le credo de la FFA : écrit par Erwin Milton "EM" Tiffany de Lyndon, Kansas  et adopté lors de la 3e convention nationale de la FFA, il a été révisé lors des 38e et 63e congrès nationaux de la FFA par les délégués. Il est récité par les nouveaux membres de l'organisation pour refléter leur croyance croissante dans l'agriculture et l'enseignement agricole et doit être appli par cœur (et récité pour obtenir le diplôme Greenhand).
I believe in the future of agriculture, with a faith born not of words but of deeds – achievements won by the present and past generations of agriculturists; in the promise of better days through better ways, even as the better things we now enjoy have come to us from the struggles of former years.

I believe that to live and work on a good farm or to be engaged in other agricultural pursuits, is pleasant as well as challenging; for I know the joys and discomforts of agricultural life and hold an inborn fondness for those associations which, even in hours of discouragement I cannot deny.

I believe in leadership from ourselves and respect from others. I believe in my own ability to work efficiently and think clearly, with such knowledge and skill as I can secure, and in the ability of progressive agriculturists to serve our own and the public interest in producing and marketing the product of our toil.

I believe in less dependence on begging and more power in bargaining; in the life abundant and enough honest wealth to help make it so-for others as well as myself; in less need for charity and more of it when needed; in being happy myself and playing square with those whose happiness depends upon me.

I believe that American agriculture can and will hold true to the best traditions of our national life and that I can exert an influence in my home and community which will stand solid for my part in that inspiring task.

## Structuration / Gouvernance de la FFA

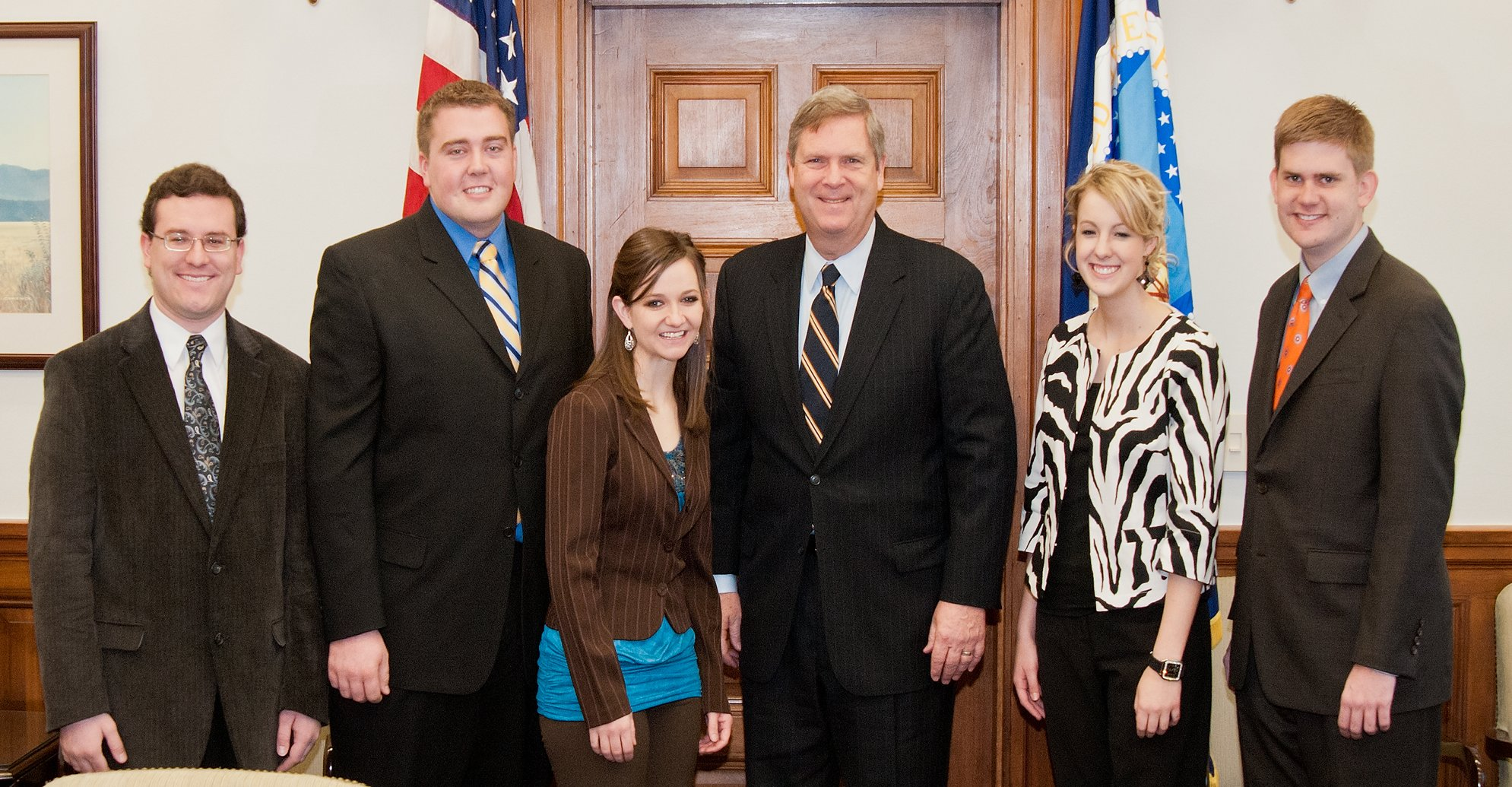
Le secrétaire américain à l'Agriculture Tom Vilsack (3e à partir de la droite) se tient avec cinq anciens officiers nationaux de la FFA en 2011.

La FFA est administrée à plusieurs niveaux :
- national (desservant tous les États-Unis d'Amérique, Porto Rico et les îles Vierges américaines) ;
- État (via une association d'État) ;
- chapitre (desservant une école ou un ensemble d'écoles par région ; le chapitre est décliné en niveaux scolaires et subdivisé en districts, sous-districts, sections, régions, zones et  fédérations).

La FFA a été créée pour des élèves du secondaire, mais s'est depuis aussi installée dans des collèges où l'adhésion peut commencer dès l'âge de 12 ans, afin de permettre aux membres de devenir actifs plus tôt et de rester actifs plus longtemps. Chaque chapitre est agréé dans le cadre de l'association d'État et de l'organisation nationale. Des chapitres collégiaux existent aussi.
Des conventions FFA ont lieu au moins une fois par an au niveau de l'Etat, avec des concours, des récompenses, et des ateliers de leadership, où l'on débat de questions organisationnelles dans le cadre d'un processus de délégation, etc.
À échelle nationale, la National FFA Convention & Expo a lieu chaque automne (à Kansas City, Missouri, de 1928 à 1998, puis à Louisville, Kentucky, en 1999 puis  en 2006 à Indianapolis, Indiana puis à Louisville de 2013 à 2015. La FFA a annoncé que la convention nationale serait organisée à Indianapolis de 2016 à 2024. En 2018, la FFA a annoncé que la convention nationale serait organisée à Indianapolis chaque année de 2025 à 2031.

## Officiers de la FFA
L'organisation a adopté un modèle hiérarchique militaire.
Dirigée par des étudiants et se présentant comme destinée à servir les jeunes des USA, elle élit dans ses rangs des « officiers » aux différents niveaux de la FFA.
Outre, ces officiers constitutionnels de base, existe une sorte de base de procédure parlementaire complétée lors des réunions et des banquets ; chaque officier s'y lèvera et récitera la description de son niveau de bureau et de son poste.
Les rôles typiques des officiers sont décrits ci-dessous :

### Officiers constitutionnels
- Président - représenté par le soleil levant, signe d'une nouvelle ère dans l'agriculture; préside les réunions
- Vice-président - positionné près de la charrue, symbole du travail et du travail du sol; préside les réunions en l'absence du président
- Secrétaire - positionné près de l'épi de maïs, pour tenir un registre de toutes les réunions et correspondre avec d'autres secrétaires partout où le maïs est cultivé et où les membres de la FFA (Future Farmers of America) se rencontrent
- Trésorier - positionné avec l'emblème de George Washington, pour tenir un compte précis des recettes et des décaissements, tout comme Washington tenait ses comptes agricoles, avec soin et précision
- Reporter - positionné près du drapeau, s'efforce d'informer le public afin que chaque homme, femme et enfant puisse savoir que la FFA est une organisation nationale qui s'étend de l'état de l'Alaska aux îles Vierges et de l'état du Maine à Hawaï
- Sentinelle — Stationnée près de la porte, la Sentinelle s'assure que la porte est ouverte à tous, s'occupe de la salle de réunion et de l'attirail, s'efforce de garder la salle de réunion confortable et aide le président à maintenir l'ordre

### D'autres peuvent sont
- Aumônier - positionné près du livre ouvert ou de la Bible. il préside aux prières et aux invocations lors des événements.
- Parlementaire, avec une copie du Robert's Rules of Order il veille à ce que la procédure parlementaire soit toujours suivie.
- Historien, responsable du maintien du livre du chapitre et des archives.
- Conseiller étudiant, il aide là où c'est nécessaire et peut  exercer les fonctions d'un officier en son absence (sauf pour le président et le vice-président)
- Comité exécutif/Conseil exécutif

Chaque officier est un étudiant en agriculture.Les dirigeants sont élus chaque année par les membres au niveau respectif.

### Officiers nationaux
Ce sont des étudiants nommés président, secrétaire et  vice-président pour chacune des quatre régions administratives (Est, Sud, Centre et Ouest). Ces officiers devaient autrefois être des officiers de leur association d'état respective.

## Événements et jalons historiques notables
- 1928 : création de la FFA.

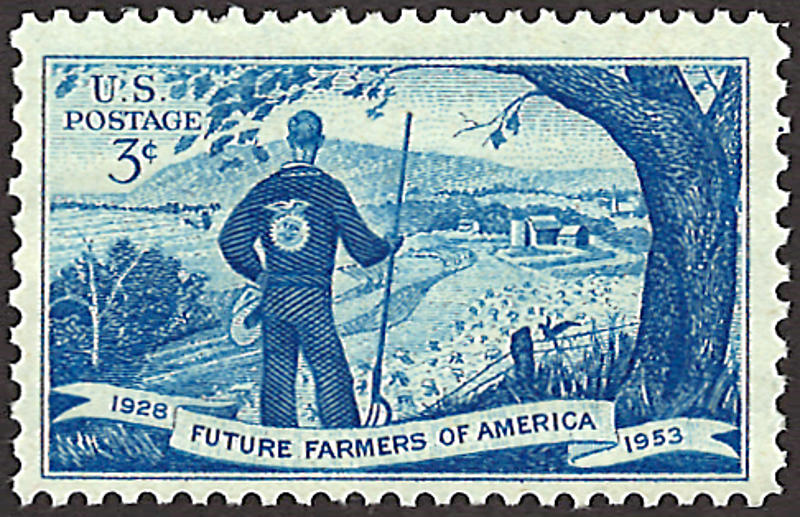
Timbre-poste commémoratif du 25e anniversaire Future Farmers of America émis le 13 octobre 1953

- 1929 : National Blue et Corn Gold sont adoptés comme couleurs officielles.
- 1930 : adoption du credo officiel de la FFA.
- 1944 : création de la Fondation FFA.
- 1950 : le Congrès accorde à la FFA une charte fédérale, reconnaissant l'importance de la FFA en tant que partie intégrante de l'enseignement agricole en milieu scolaire.
- 1953 : timbre-poste américain FFA émis par le service postal américain.
- 1965 : la FFA est déségrégée ; FFA a absorbé l'organisation New Farmers of America pour les étudiants de couleur.
- 1969 : l'adhésion à la FFA devient accessible aux étudiantes.
- 1988 : changement de nom officiel de Future Farmers of America à National FFA Organization.
- 2006 : la National FFA Foundation reçoit la première contribution d'un million de dollars de Ford Motor Company.
- 2010 : les membres de la FFA obtiennent un record de 3 449 diplômes américains de la FFA.
- 2011 : l'association nationale des anciens de la FFA fête ses 40 ans.
- 2015 : la FFA nationale fête 50 ans de déségrégation à la suite de la fusion de la FFA et de la NFA.
- 2017 : la FFA nationale élit la première femme présidente nationale afro-américaine, Mme Breanna Holbert de l'État de Californie.
- 2019 : la FFA célèbre 50 ans de femmes leaders dans l'organisation.

## Événements de développement de carrière et de leadership
Ce sont des compétitions ;  les membres y participent pour tester et montrer leurs compétences acquises grâce à l'enseignement agricole. Elles varient selon les différents niveaux de la FFA, et certaines n'existent qu'à certains niveaux ou dans des États, districts, zones ou régions spécifiques.
Au niveau national, 25 événements de développement de carrière et de leadership sont proposés : 

### Autres
Exemples de compétitions organisées  dans certains États, mais pas au niveau national par la FFA :[réf. nécessaire]
- Compétences en mécanique agricole
- Évaluation du bétail
- Eire le credo
- Évaluation du cheval
- Évaluation du bétail
- Conduite de tracteur
- Loi parlementaire
- Sciences vétérinaires

## Anciens élèves connus

### En politique
- Sam Brownback, ambassadeur itinérant des États-Unis pour la liberté religieuse internationale, ancien gouverneur du Kansas, ancien sénateur des États-Unis, ancien représentant des États-Unis, ancien président de la FFA et vice-président national de la FFA
- Harold Brubaker, représentant de l'État de Caroline du Nord, ancien secrétaire national de la FFA de Pennsylvanie
- Jimmy Carter, gouverneur de Géorgie, 39e président des États-Unis
- Matt Lohr, chef du service de conservation des ressources naturelles de l'USDA, ancien représentant de l'État de Virginie, ancien président de la FFA et vice-président national de la FFA
- Bruce Maloch, sénateur de l'État de l'Arkansas, ancien président de la FFA et secrétaire national de la FFA
- Jeff Miller, représentant des États-Unis de Floride, ancien secrétaire d'État de la FFA
- Rick Perry, ancien secrétaire américain à l'énergie, ancien gouverneur du Texas, ancien officier du district FFA
- Jason Smith, représentant des États-Unis du Missouri
- Joe Wright, leader de la majorité au Sénat de l'État du Kentucky de 1981 à 1992 et membre fondateur de la Kentucky FFA Foundation

### Dans le divertissement
- Trace Adkins, chanteuse de musique country
- Johnny Cash, auteur-compositeur-interprète de musique country et rock & roll, acteur
- Chris Colfer, acteur surtout connu pour Glee
- Easton Corbin, auteur-compositeur-interprète de musique country
- Steve Doocy, personnalité de la télévision en réseau sur Fox News Channel et auteur à succès ; co-animateur de Fox & Friends le matin
- Matthew Fox, acteur surtout connu pour Lost et Party of Five
- Brantley Gilbert, chanteur de musique country
- Don Henley, artiste musical
- Toby Keith, chanteur de musique country, acteur
- Lyle Lovett, chanteur de musique country
- Taj Mahal, chanteur, auteur-compositeur, légalement Henry Saint Clair Fredericks ; ancien producteur laitier du Massachusetts
- Tim McGraw, chanteur de musique country
- John Mellencamp, artiste d'enregistrement, cofondateur de Farm Aid
- Eddie Montgomery, chanteur de musique country, moitié du duo Montgomery Gentry
- Craig Morgan, auteur-compositeur-interprète de musique country
- Willie Nelson, chanteur de musique country
- Jim Ross, Hall of Famer de la WWE, ancien vice-président de la FFA
- Orion Samuelson, animateur radio
- Josh Shipp, conférencier motivateur et artiste
- Taylor Swift, auteur-compositeur-interprète de musique country et pop, actrice

### Dans les arts
- Jim Davis, créateur de la bande dessinée Garfield
- Jared Hess, réalisateur de Napoléon Dynamite
- Nicholas Kristof, lauréat du prix Pulitzer, ancien officier de l'État de l'Oregon

### Autres
- Josh Allen, quart-arrière des Buffalo Bills de la Ligue nationale de football
- Leonard J. Arrington, historien de l'Église de Jésus-Christ des Saints des Derniers Jours ; "Doyen de l'histoire mormone", ancien vice-président national de la FFA
- Howard Warren Buffett, petit-fils de l'investisseur et philanthrope Warren Edward Buffett, ancien président de la section FFA
- Bo Jackson, athlète ; ancien professionnel multisport dans le football ( NFL ) et le baseball ( MLB )
- Sterling Marlin, pilote NASCAR
- Brad Meester, centre de football des Jaguars de Jacksonville de la Ligue nationale de football, ancien président de la section FFA
- Ellison Onizuka
- Rebecca Podio, Miss Wyoming 2013
- Bryant Reeves, basketteur professionnel à la retraite des Grizzlies de Vancouver de la NBA
- Carroll Shelby, designer automobile, pilote de course et entrepreneur
- Chris Soules, candidat à The Bachelorette et star de The Bachelor, ancien membre de l'Iowa FFA
- Harry Stine, fondateur et propriétaire de Stine Seed, ancien membre de l'Iowa FFA
- Mark Tauscher, plaqueur offensif pour les Packers de Green Bay de la Ligue nationale de football